# Natan Kallir

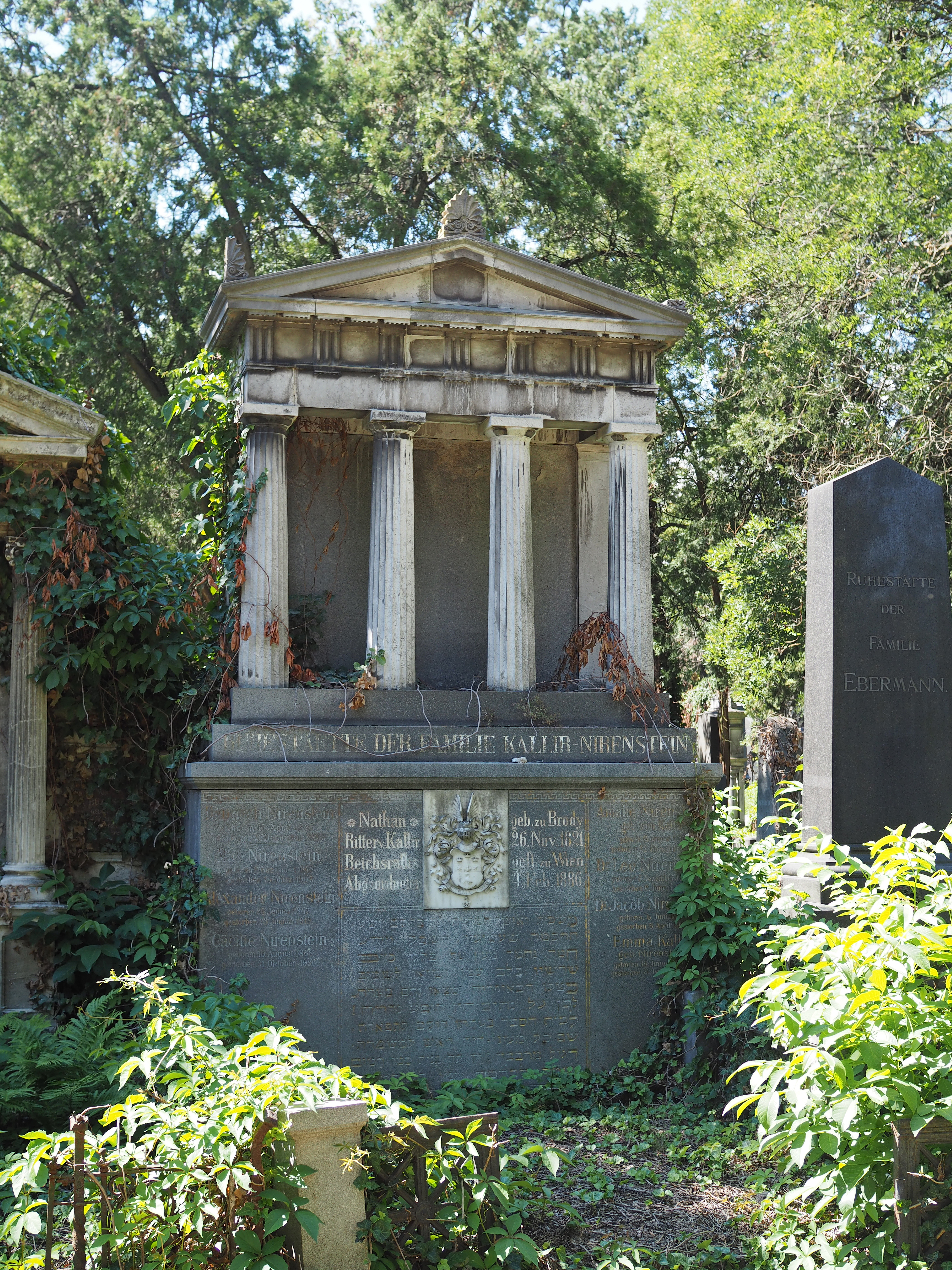
Grób Natana Kallira w grobowcu rodziny Kallir-Nirenstein na Starym Cmentarzu Żydowskim (Cmentarz Centralny w Wiedniu)

Natan Kallir (Kallier) (ur. w 26 listopada 1821 w Brodach - zm. 4 lutego 1886 w Wiedniu) – żydowski bankier i polityk, poseł na galicyjski Sejm Krajowy i do austriackiej Rady Państwa.

## Życiorys
Prowadził odziedziczony po ojcu dom bankierski „Nirenstein & Kallir” w Brodach, będącym największym prywatnym bankiem w Galicji. Posiadał także rozległy majątek ziemski. W latach 1871–1885 był prezydentem Izby Przemysłowo-Handlowej w Brodach. Był również znanym filantropem. Szczególnie znane było jego zaangażowanie w akcję pomocy Żydom emigrującym z Rosji w latach 80. XIX wieku.
Poseł na Sejm Krajowego Galicji III kadencji (20 sierpnia 1870 - 30 grudnia 1873). Wybrany w III kurii (gmin miejskich), z okręgu wyborczego nr 6 Miasto Brody. Złożył mandat 30 grudnia 1873, na jego miejsce obrano 25 sierpnia 1874 Filipa Zuckera. Poseł do austriackiej Rady Państwa V kadencji (4 listopada 1873 - 22 maja 1879), VI kadencji (7 października 1879 - 23 kwietnia 1885) i VII kadencji (14 października 1885 - 4 lutego 1886). Wybierany w kurii III (izb przemysłowo-handlowych) z Izby Przemysłowo-Handlowej w Brodach. Po jego śmierci w wyborach uzupełniających jego mandat objął Maurycy Rosenstock. W parlamencie należał początkowo do Klubu Lewicy [ Klub der Linken] potem od 1877 do Klubu Centrum (Klub des Zentrums) następnie od 1879 do Klubu Liberałów (Klub der Liberalen) a od 1881 do Klubu Zjednoczonej Lewicy (Klub Vereinigte Linke). Ostro krytykowali go polscy publicyści i politycy, gdyż nie tylko nie wstąpił do Koła Polskiego, ale też wielokrotnie głosował przeciwko niemu broniąc interesów ekonomicznych kupców i rzemieślników żydowskich. 
Pochowany w alei honorowej sektora żydowskiego (Stary Cmentarz Żydowski) na Cmentarzu Centralnym w Wiedniu.

## Rodzina
Pochodził z rodziny bankierów żydowskich przybyłych do Galicji z Niemiec. Jego dziadek  Aleksander Zyskind Kallier osiedlił się w Brodach, zaś jego ojciec Majer Kallir (1789-1875) był wpływowym kupcem i finansistą w Brodach. W 1869 rodzina została nobilitowana zaś w 1874 otrzymali tytuł rycerski. Jego siostrę była Amalia in. Malka (1826-1905) żona finansisty wiedeńskiego Henricha (Hirsza) Nirensteina. W 1838 ożenił się z Breindel (Betty) z domu Kristianpoller, dzieci nie mieli.

## Literatura
- Rafał Żebrowski, Kallir (Kallier) Natan Ritter von w: Polski Słownik Judaistyczny - Żydowski Instytut Historyczny - online [7.06.2020]